# Mark Sittich von Hohenems
Mark Sittich von Hohenems, por vezes chamado de Marco Sittico Altemps, Markus Sitticus von Hohenems ou Markus Sitticus von Altemps (Hohenems, 19 de agosto de 1533 - Roma, 15 de fevereiro de 1595) foi um cardeal austro-italiano, arcipreste da Basílica de São João de Latrão.

## Biografia
Era filho de Wolf Ludwig von Ems e Chiara de' Medici, irmã do Papa Pio IV, portanto, primo dos cardeais Gianantonio Serbelloni, Frederico Borromeu e Carlos Borromeu. Participou na Guerra da Toscana, sob o comando de Giangiacopo de' Médici. Também lutou contra os turcos. Seu nome, quando mudou-se para a Itália, foi traduzido como Marco Sittico Altemps. Tornou-se Cavaleiro da Ordem de Santiago. Depois, passou a ser clérigo da Câmara Apostólica, a partir de 23 de março de 1560. Teve um filho natural, Roberto, quem mais tarde seria legitimado como seu. É sua a obra de construção do Palácio Altemps.

## Episcopado
Foi eleito bispo de Cassano all’Jonio em 29 de maio de 1560, sendo nomeado administrador apostólico pois não tinha a idade canônica para sua ordenação episcopal. Demitiu-se do governo da Sé em 11 de maio de 1561.

## Cardinalato
Foi criado cardeal no consistório de 26 de fevereiro de 1561 pelo Papa Pio IV, recebendo o barrete cardinalício e o título de Cardeal-diácono pro illa vice de Santos XII Apóstolos em 10 de março. Neste mesmo ano, passou a ser bispo de Konstanz, sendo seu nome confirmado em 24 de outubro. Torna-se legado perpetuo em Avinhão. Foi legado para o Concílio de Trento, em 10 de novembro de 1561. Torna-se governador de Fermo, em 27 de dezembro de 1561. Em 30 de julho de 1563, passa a ser cardeal-presbítero. É nomeado governador de Nórcia e Montagna, em 3 de outubro de 1564 e em 3 de novembro, de Ascoli.
Em 1565, é nomeado arcipreste da Basílica de São João de Latrão. No mesmo ano, passa ao título pro hac vice de São Jorge em Velabro em 15 de maio. Torna-se governador de Ancona e Cerreto d'Esi em 18 de agosto. No mesmo ano, torna-se governador de Capranica, cargo que irá exercer até 1588. Em 3 de outubro de 1577, assume o título de Santa Maria dos Anjos.
Passa ao título de São Pedro Acorrentado, em 3 de outubro de 1578 e, em 17 de agosto do ano seguinte, opta pelo título de São Clemente. Em 5 de dezembro de 1580, passa ao título de Santa Maria além do Tibre.
Como não foi possível continuar como legado em Avinhão por causa da saúde frágil, renuncia em 4 de junho de 1590. Contudo, foi legado em Viterbo em 1592.
Morreu em 15 de fevereiro de 1595, em Roma. Está sepultado na capela que ele havia fundado, na igreja de Santa Maria in Trastevere, em Roma.

### Conclaves
- Conclave de 1565-1566: participou da eleição do Papa Pio V
- Conclave de 1572 : participou da eleição do Papa Gregório XIII
- Conclave de 1585: participou da eleição do Papa Sisto V
- Primeiro Conclave de 1590: participou da eleição do Papa Urbano VII
- Segundo Conclave de 1590: participou da eleição do Papa Gregório XIV
- Conclave de 1591: participou da eleição do Papa Inocêncio IX
- Conclave de 1592: participou da eleição do Papa Clemente VIII